# Joedrick Pupe
Joedrick Pupe (Brugge, 4 giugno 1997) è un calciatore belga, difensore del Dender.

## Caratteristiche tecniche
È un difensore centrale.

## Carriera
Dal 2003 al 2014 ha giocato nelle giovanili del Club Bruges, dal 2014 al 2018 in quelle del Kortrijk e nella stagione 2018-2019 in quelle degli olandesi dell'Almere City. Nella stagione 2019-2020, poi interrotta prematuramente per via della pandemia di Covid-19, ha giocato nella quarta divisione olandese con lo Jong Almere City (squadra riserve di quest'ultimo club), segnando 3 reti in 15 presenze. A fine stagione si è svincolato ed è tornato a giocare in patria all'Oostkamp. Nell'estate del 2021 sale in terza divisione, passando al Sint-Eloois-Winkel, dove gioca 26 partite.
L'estate successiva viene ceduto al Lierse Kempenzonen in seconda divisione, dove trascorre una stagione da titolare centrando tra l'altro anche l'accesso ai play-off per la promozione in prima divisione. A fine stagione viene acquistato dal Dender, altro club di seconda divisione, con cui al termine della stagione 2023-2024 (in cui ha giocato 29 partite in campionato e 2 partite nella coppa nazionale belga) ha ottenuto la promozione in prima divisione, categoria nella quale ha poi esordito il 27 luglio 2024 nell'incontro pareggiato 0-0 contro l'Union Saint-Gilloise; ha terminato la stagione 2024-2025 con 29 presenze, venendo poi riconfermato in rosa anche per la stagione 2025-2026.

## Statistiche

### Presenze e reti nei club
Statistiche aggiornate al 6 agosto 2025.
| Stagione        | Squadra            | Campionato      | Campionato | Campionato | Coppe nazionali | Coppe nazionali | Coppe nazionali | Coppe continentali | Coppe continentali | Coppe continentali | Altre coppe | Altre coppe | Altre coppe | Totale | Totale | Totale |
| Stagione        | Squadra            | Comp            | Pres       | Reti       | Comp            | Pres            | Reti            | Comp               | Pres               | Reti               | Comp        | Pres        | Reti        | Pres   | Reti   |        |
| --------------- | ------------------ | --------------- | ---------- | ---------- | --------------- | --------------- | --------------- | ------------------ | ------------------ | ------------------ | ----------- | ----------- | ----------- | ------ | ------ | ------ |
| 2019-2020       | Jong Almere City   | 3D              | 13         | 0          | -               | -               | -               | -                  | -                  | -                  | -           | -           | -           | 13     | 0      |        |
| 2021-2022       | Sint-Eloois-Winkel | N1              | 26         | 0          | CB              | 2               | 0               | -                  | -                  | -                  | -           | -           | -           | 28     | 0      |        |
| 2022-2023       | Lierse Kempenzonen | CPL             | 27         | 2          | CB              | 2               | 0               | -                  | -                  | -                  | -           | -           | -           | 29     | 2      |        |
| 2023-2024       | Dender             | PL              | 29         | 0          | CB              | 2               | 0               | -                  | -                  | -                  | -           | -           | -           | 31     | 0      |        |
| 2024-2025       | Dender             | PL              | 29         | 0          | CB              | 0               | 0               | -                  | -                  | -                  | -           | -           | -           | 29     | 0      |        |
| 2025-2026       | Dender             | PL              | 2          | 0          | CB              | 0               | 0               | -                  | -                  | -                  | -           | -           | -           | 2      | 0      |        |
| Totale Dender   | Totale Dender      | Totale Dender   | 60         | 0          |                 | 2               | 0               |                    | -                  | -                  |             | -           | -           | 62     | 0      |        |
| Totale carriera | Totale carriera    | Totale carriera | 126        | 2          |                 | 6               | 0               |                    | -                  | -                  |             | -           | -           | 132    | 2      |        |